# نيكو بيرغ
نيكو بيرغ (11 سبتمبر 1973 في كندا - ) هو لاعب كرة قدم كندي في مركز الوسط. لعب مع فانكوفر وايتكابس (نادي كرة قدم).

## وصلات خارجية
- نيكو بيرغ على موقع الاتحاد الدولي (مؤرشف)  (الإنجليزية)